# سی‌چوان
سی‌چوان (به چینی: 四川) (به انگلیسی: Sichuan) استانی در غرب میانی چین است. غرب این استان بخشی از تبت تاریخی است.

## پیشینه
استان سی‌چوان و مناطق پیرامونی آن گهواره تمدنی بومی و منحصربه‌فرد بودند، که می‌توان تاریخ آن را به حداقل قرن پانزدهم پیش از میلاد (مصادف با سال‌های واپسین دودمان شانگ) رساند.
از آغاز قرن نهم پیش از میلاد، «شو» (چنگدو امروز) و «با» (شهر چونگکینگ امروزی) به صورت مراکز فرهنگی و اداری ظهور کردند که در آن‌ها دو پادشاهی رقیب مستقر شده‌بودند.
وجود «شو» تا زمان یک کشف باستانشناسی که در سال ۱۹۸۶ در یک دهکده کوچک به‌نام سان‌ژینگ‌دوئی (三星堆) در شهرستان گوآنگان انجام شد ناشناخته مانده‌بود.
باستان‌شناسان بر این باورند که این کاوشگاه، محل یک شهر باستانی پادشاهی شو است که کاوش‌های باستانشناسی تاکنون اطلاعات ارزشمندی را در مورد آن به‌دست داده‌است.
با وجودی که دودمان شین (Qin) تمدن‌های شو و با را نابود کرد ولی فرهنگ‌های مربوط به این تمدن‌ها حفظ شد و مردم سی‌چوان تا امروز وارث آن فرهنگ‌ها هستند.
حکومت شین در منطقه، پیشرفت فناوری و کشاورزی در سی‌چوان را تسریع بخشید و سطح آن را به سطحی قابل مقایسه با دره رودخانه زرد (هوآنگ هه) رساند.
سامانه آبیاری دوجیانگیانگ که در سدهٔ سوم پیش از میلاد و تحت سرپرستی لی بینگ ساخته شد، نماد نوسازی آن دوران بود.
این سامانه، متشکل از یک رشته سد بود که جریان آب از رود مین جیانگ که از شاخه‌های اصلی رودخانه یانگ تسه است را به دشت‌ها هدایت می‌کرد و از خسارت سیل‌های فصلی می‌کاست.
این ساخت‌وسازها و پروژه‌های مختلف دیگر، برداشت محصول از این منطقه را بسیار افزایش داد و منطقه سی‌چوان را تبدیل به منبع اصلی آذوقه و نیروی انسانی لازم برای روند یک‌پارچگی چین تحت حکومت شین نمود.

## جغرافیا
مرکز این استان شهر چنگدو است.
مساحت این استان ۴۸۵٬۰۰۰ کیلومتر مربع و جمعیت آن ۸۷٬۲۵۰٬۰۰۰ نفر است (آمار سال ۲۰۰۴).
این استان ۲۱ شهرستان، ۱۸۱ بخش و ۵۰۱۱ شهر و مرکز بخش دارد.

## شهرستان‌ها
استان سی‌چوان به ۱۸ شهرستان و ۳ منطقه شهرستانی خودگردان به قرار زیر بخش شده‌است.
| - چنگدو (成都) - میانیانگ (绵阳) - دیانگ (德阳) - ییبین (宜宾) - پانژیهوآ (攀枝花) - لشان (乐山) - نانچونگ (南充) - زیگونگ (自贡) - لوژو (泸州) | - نیجیانگ (内江) - گوآنگیوآن (广元) - سوئینینگ (遂宁) - زیانگ (资阳) - گوآنگان (广安) - یاآن (雅安) - مئیشان (眉山) - داژو (达州) - باژونگ (巴中) |  |

- شهرستان خودگردان چیانگ تبتی آبا (阿坝藏族羌族自治州)
- شهرستان خودگردان تبتی گانزه (甘孜藏族自治州)
- شهرستان خودگردان لیانشانگ یی (凉山彝族自治州)

## زمین‌لرزه
در ۱۲ مه ۲۰۰۸ و در ساعت ۱۴و۲۸ دقیقه به وقت محلی، در استان سی‌چوان زمین‌لرزه‌ای با شدت ۷٬۸ ریشتر روی داد. مرکز زمین‌لرزه در ۹۲ کیلومتری شمال غرب چنگدو مرکز این استان بوده‌است.

## سال ۲۰۱۳ میلادی
زمین لرزه‌ای به بزرگی ۶٫۶ ریشتر استان «سی‌چوان» در غرب چین را صبح امروز لرزاند که به دنبال آن دستکم ۴۴ نفر کشته و صدها نفر دیگر زخمی و جمع زیادی در آوار به دام افتادند.
این زمین لرزه ساعت ۸:۰۰ صبح امروز به وقت محلی در همان استانی رخ داد که حدود ۵ سال پیش وقوع زمین لرزه به کشته شدن ۷۰ هزار نفر و ناپدید شدن ۱۸ هزار نفر دیگر منتهی شد.
مرکز لرزه‌نگاری آمریکا شدت این زمین لرزه را ۶٫۶ ریشتر اعلام کرد اما رسانه‌های چینی گزارش کردند که این زمین لرزه حداقل در عمق ۶ مایلی بوده‌است.

## نگارخانه

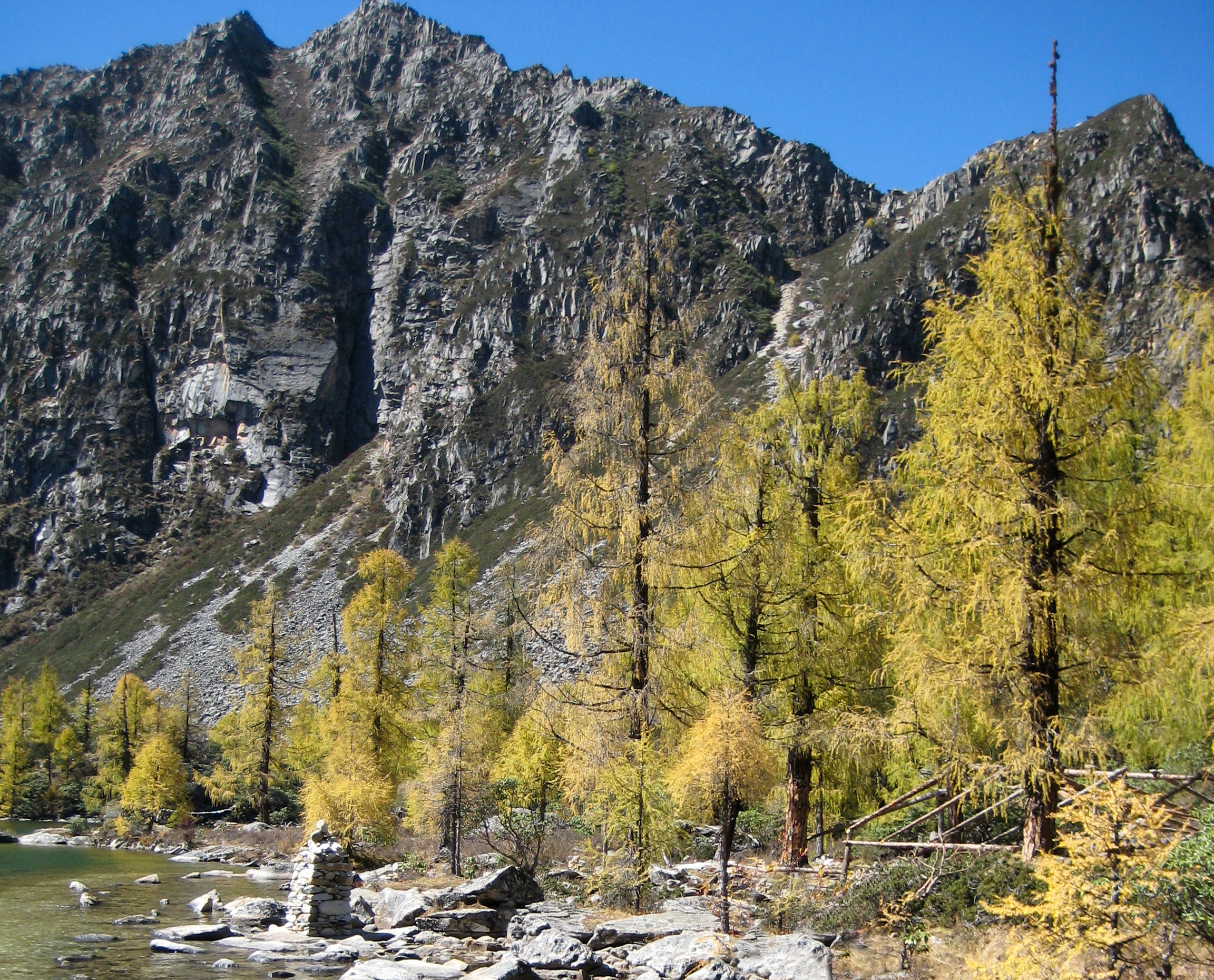
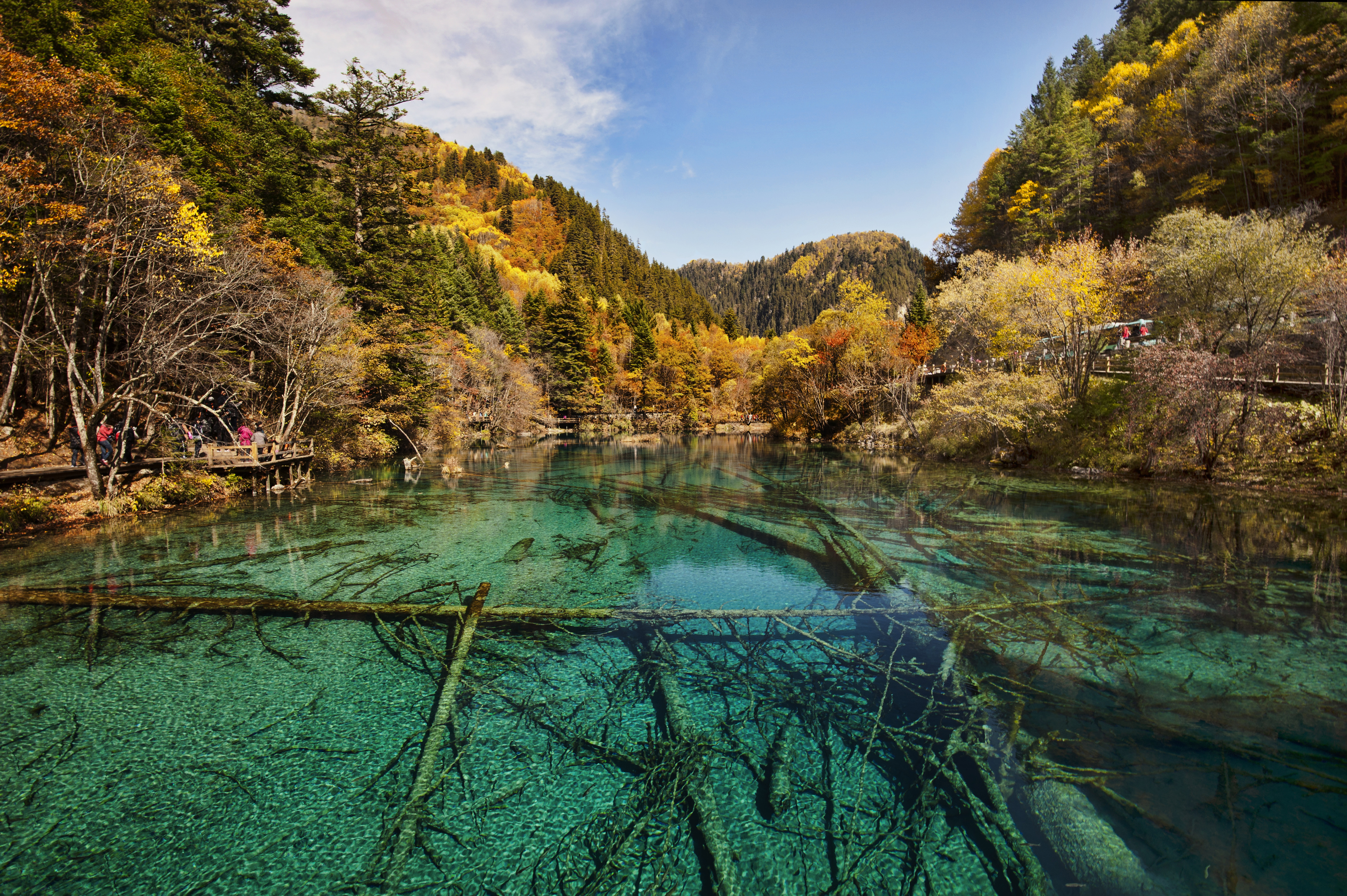
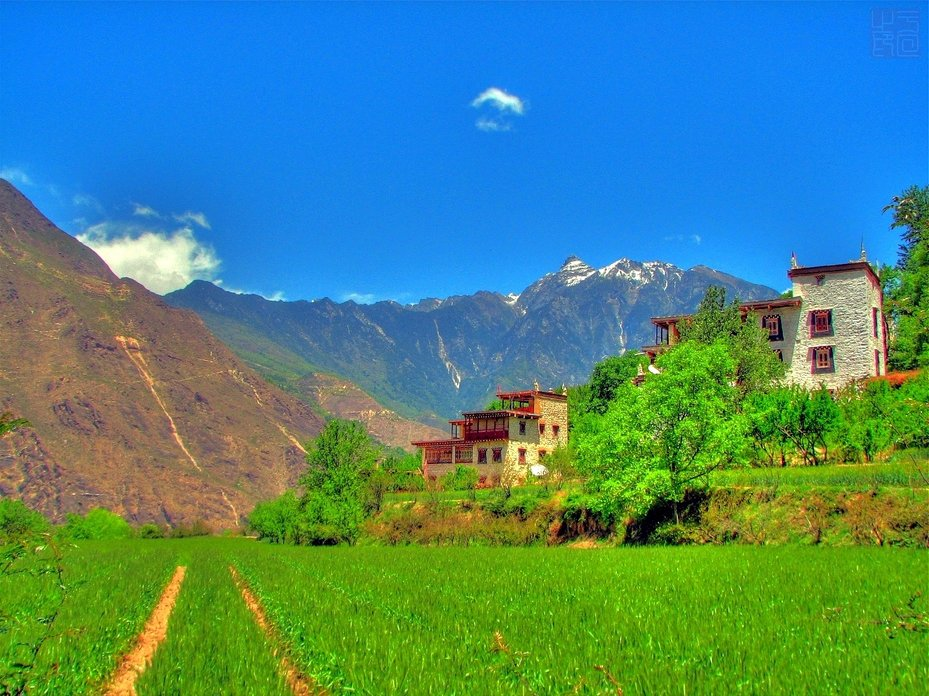
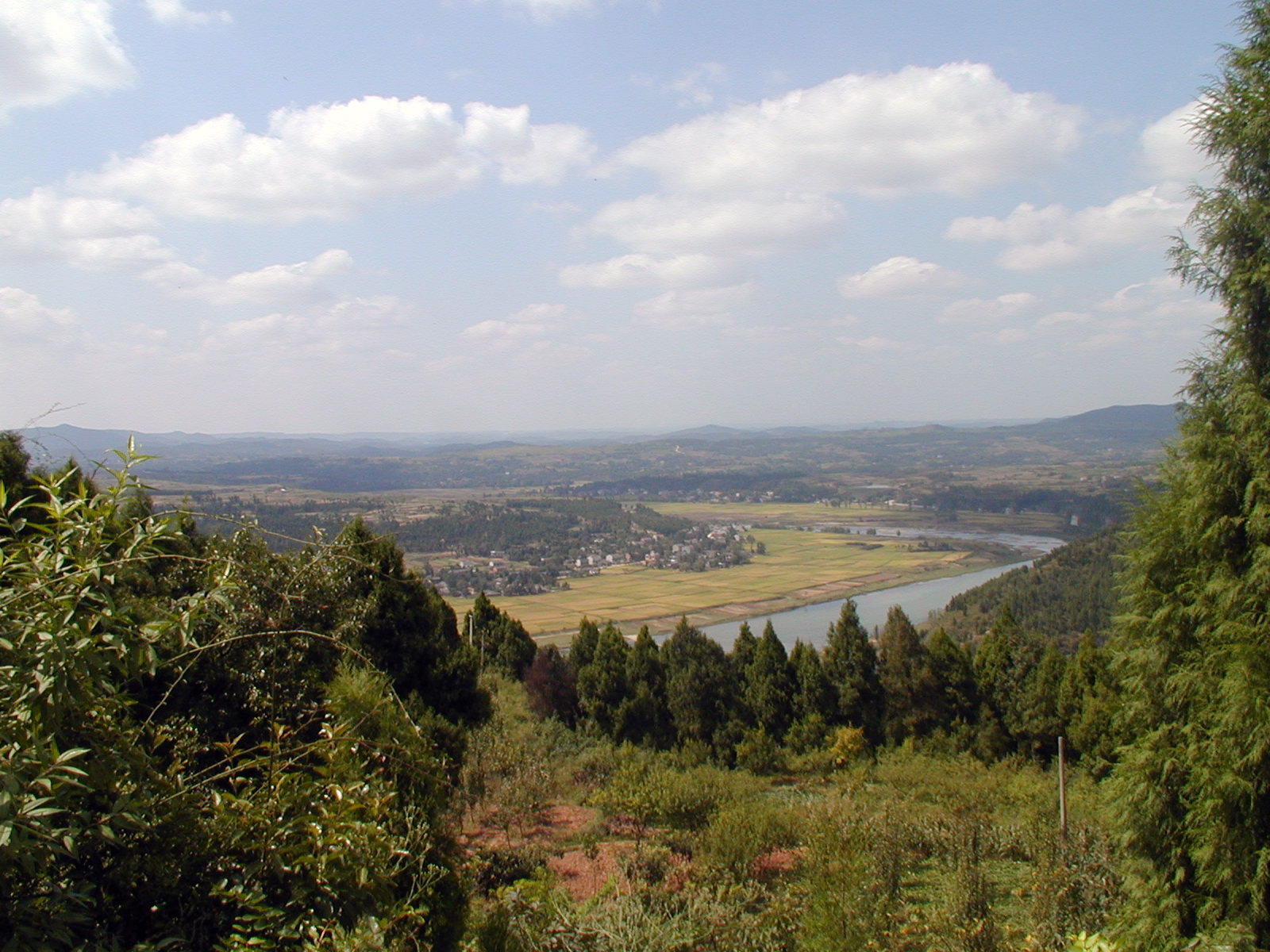
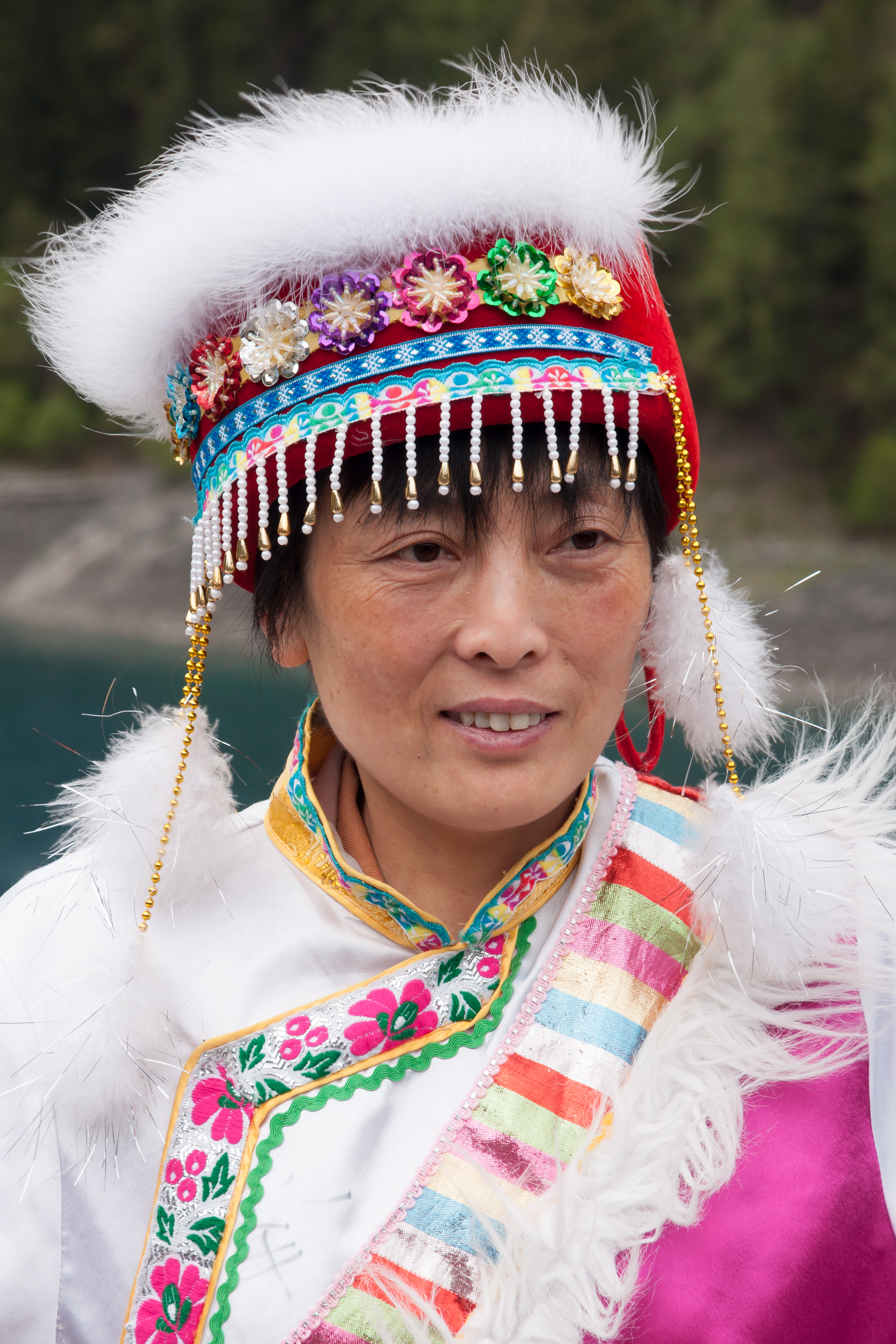
زن چینی در لباس سنتی مردم شمال استان سی‌چوان
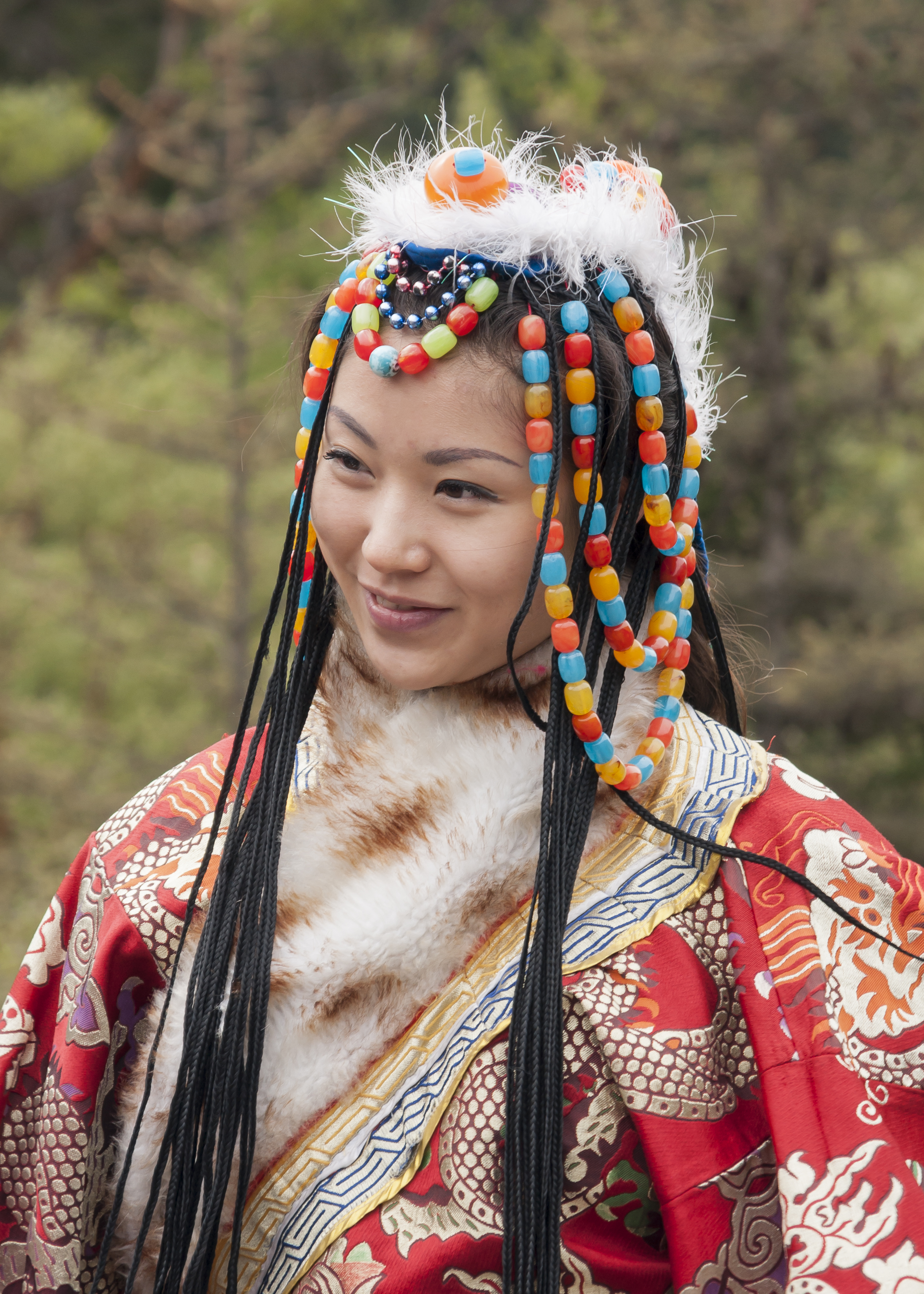
زن چینی در لباس سنتی مردم شمال استان سی‌چوان